# マルコス・レルバッキ
アントニオ・マルコス・レルバッキ（ポルトガル語: Antônio Marcos Lerbach、1958年1月4日 - ）は、ブラジルのバレーボール指導者である。

## 来歴
ブラジルのエスピリトサント州出身。
1978年より指導者としての活動を始め、1982年より長きに渡り、ブラジル代表のアンダーカテゴリにおいて監督を務めるなど指導に当たった。
2017年より堺ブレイザーズのアドバイザーコーチを2シーズン務めた。2020年には、V1女子の埼玉上尾メディックスの監督に就任し2シーズン監督を務めた。埼玉上尾では2020-21 V.LEAGUE DIVISION1 WOMEN V Cupでチームを優勝に導いた。2022年、埼玉上尾を退団後、V1男子の東京グレートベアーズのコーチに就任した。東京グレートベアーズでは登録名が愛称の「マルキーニョス」となり、1シーズンコーチを務めた。2023年、V1女子のデンソーエアリービーズのアドバイザリーコーチに就任した。

## 指導歴

### クラブ
- Olympico Club（1978-1992年）
- Minas Tênis Clube（1992-1995年）
- Cocamar（1995-1996年）
- Fluminense（1996-1997年）
- Unincor（1998-2000年）
- VascoTrês Corações（2001-2002年）
- Alvarez Cabral/Ingá（2006-2007年）
- Olympico Club（2008-2009年）
- 堺ブレイザーズ アドバイザーコーチ（2017-2019年）
- 埼玉上尾メディックス 監督（2020-2022年）
- 東京グレートベアーズ コーチ（2022-2023年）
- デンソーエアリービーズ アドバイザリーコーチ（2023年-）

### ナショナルチーム
- ブラジル代表（アンダーカテゴリー）監督及びテクニカルコーディネーター（1982-2009年）
- ブラジルシニア男子代表団長（2009-2012年）
- ブラジルユース・ジュニア代表団長（2011-2015年）